# Veroli
Veroli est une commune italienne d'environ 20 300 habitants, située dans la province de Frosinone, dans la région Latium, en Italie centrale.

## Géographie

### Communes limitrophes
Alatri, Balsorano, Boville Ernica, Collepardo, Frosinone, Monte San Giovanni Campano, Morino, Ripi, San Vincenzo Valle Roveto, Sora, Torrice

## Histoire
C'est dans cette ville que saint Démètre et saint Blaise subirent le martyre à une date non connue et dont la fête se situe le 29 novembre.
En 1570, le visage du Christ serait apparu sur une hostie consacrée qui aurait été portée par des anges. Ce phénomène est considéré comme un miracle eucharistique.
Le 13 mai 1799, les troupes françaises passent par Veroli où des soldats tuent les six « martyrs de Casamari » en pillant l'abbaye de Casamari.
Le 13 janvier 1915, Veroli est touchée par le tremblement de terre de Marsica.
Le 25 mai 1932, l'avion piloté par Marcel Goulette et Lucien Moreau s'écrase sur un mont de la commune, tuant les quatre occupants à bord, dont Alfred Lang-Willar et sa femme Suzanne Picard. Un monument érigé sur le lieu de l'accident rappelle cet évènement.

## Monuments et patrimoine
Bibliothèque statale du Monument national de Casamari, rue SS Maria, Casamari.

## Patrimoine religieux
- Basilique Sainte Marie Salomé, dédiée à la patronne de la ville
- Cathédrale Saint André, sur l'emplacement de l'antique temple romain (Forum Verularum)
- Basilique Saint Erasme
- Eglise Sainte Croix
- Abbaye de Casamari

## Fêtes, foires
- Fête patronale de Sainte Marie Salomé.

## Administration
| Période                                  | Période  | Identité       | Étiquette                          | Qualité |
| ---------------------------------------- | -------- | -------------- | ---------------------------------- | ------- |
| 25 mai 2014                              | En cours | Simone Cretaro | Lista Civica / Partito Democratico | avocat  |
| Les données manquantes sont à compléter. |          |                |                                    |         |

## Jumelages
Depuis 2012, Veroli est jumelée avec la commune d'Issoire, en France.

## Personnalités liées à la commune
- Aonio Paleario (vers 1504 -1570), humaniste ;
- Gaetano Bisleti (1856-1937), cardinal ;
- Benoît II, évêque de Marseille, nommé évêque de Veroli (1422-1427).